# 田崎一二
田崎一二（1910年10月10日—2009年1月4日）是一位美国日裔生物物理學家和醫生，參與有關神經系統電脈衝的研究。

## 生平
1910年出生于日本福岛县，田崎一二發現髓鞘的絕緣功能。他的發現促使科學家更了解多發性硬化症等疾病。

## 延伸阅读
- Principal Investigator Ichiji Tasaki at the National Institutes of Health （页面存档备份，存于）
- Biophysicist Tasaki Leaves Extraordinary Scientific Legacy